# Кумодрашка улица (Београд)
| КУМОДРАШКА · улица | КУМОДРАШКА · улица              |
| ------------------ | ------------------------------- |
|                    |                                 |
| Општина            | Вождовац                        |
| Почетак            | Трише Кацлеровића               |
| Крај               | Булевар Пеке Дапчевића Калничка |
| Дужина             | 2000 m                          |
| Ширина             | 10 m                            |
| Названа            | 1922.                           |
|                    |                                 |
|                    |                                 |

Кумодрашка улица је улица на Вождовцу, у Београду. Простире се од улице Трише Кацлеровића, па до Булевара Пеке Дапчевоћа један део улице, а други део се наставља до Калничке улице . Кумодраж је део општине Вождовац. Некада је то било село на изворишту Кумодрашке реке. Некада је вода текла Кумодрашком улицом, али је сређено подземним тунелом. И данас постоји извор чија се вода користи за пиће. Сматра се да је насеље веома старо и једно од најстаријих у београдској околини. У средњем веку Куманово, а у Турским катастарским пописима из XVI века Кумодраг и било је једно од највећих насеља београдске нахије. По доласку Турака названо је Кумодраж. Родно је место војводе Степе Степановића где се и данас налази његова кућа.

## Име улице
Ова улица променила је име само једном и то 1922. године

## Значајни објекти у овој улици
- ОШ „Веселин Маслеша” Београд
- Прихватилиште за одрасла и стара лица

## Суседне улице
- Љубе Ненадића
- Рибничка
- Руцовићева
- Љубићка
- Борисављевићева
- Војводе Ђуровића
- Краљевачка
- Витановачка
- Бјеловарска
- Унска
- Никшићка
- Дарвинова